# Križevčec
 Križevčec  falu Horvátországban Zágráb megyében. Közigazgatásilag Szentivánzelinához tartozik.

## Fekvése
Zágrábtól 23 km-re északkeletre, községközpontjától  9 km-re délre, az A4-es autópálya mellett fekszik.

## Története
A település első írásos említése 1630-ból származik, a jezsuiták paukoveci birtokának részeként. 
1857-ben 94, 1910-ben 126 lakosa volt. Trianonig Zágráb vármegye Szentivánzelinai járásához tartozott.
2001-ben 96 lakosa volt.

## Lakosság
| Lakosság változása | Lakosság változása | Lakosság változása | Lakosság változása | Lakosság változása | Lakosság változása | Lakosság változása | Lakosság változása | Lakosság változása | Lakosság változása | Lakosság változása | Lakosság változása | Lakosság változása | Lakosság változása | Lakosság változása |
| ------------------ | ------------------ | ------------------ | ------------------ | ------------------ | ------------------ | ------------------ | ------------------ | ------------------ | ------------------ | ------------------ | ------------------ | ------------------ | ------------------ | ------------------ |
| 1857               | 1869               | 1880               | 1890               | 1900               | 1910               | 1921               | 1931               | 1948               | 1953               | 1961               | 1971               | 1981               | 1991               | 2001               |
| 94                 | 170                | 164                | 227                | 87                 | 126                | 132                | 149                | 139                | 140                | 135                | 113                | 105                | 100                | 96                 |

## Külső hivatkozások
Szentivánzelina község hivatalos oldala